# San Miguel, La Grandeza
San Miguel är en ort i Mexiko.   Den ligger i kommunen La Grandeza och delstaten Chiapas, i den sydöstra delen av landet, 900 km sydost om huvudstaden Mexico City. San Miguel ligger 2 457 meter över havet och antalet invånare är 114.
Terrängen runt San Miguel är bergig söderut, men norrut är den kuperad. Runt San Miguel är det ganska tätbefolkat, med 96 invånare per kvadratkilometer. Närmaste större samhälle är Motozintla de Mendoza, 13,7 km söder om San Miguel. I omgivningarna runt San Miguel växer huvudsakligen savannskog.